# Jennifer Vyvyan
Jennifer Vyvyan (Broadstairs, Anglaterra, Regne Unit, 13 de març de 1925 – Londres, 5 d'abril de 1974) fou una soprano de música clàssica britànica, que va tenir una activa carrera internacional en òperes, concerts i recitals des de 1948 fins a la seva mort, l'any 1974. Posseïa una veu molt clara, constant, amb gran flexibilitat en les coloratures. Tot i que va cantar un ampli repertori, és especialment recordada per les seves representacions d'obres del compositor britànic Benjamin Britten. Va canta papers creats especialment per a ella en estrenes d'algunes de les òperes de Britten amb l'English Opera Group.

## Biografia
Va néixer a Broadstairs, Anglaterra. Va entrat a la Reial Acadèmia de la Música en 1941, on va estudiar inicialment piano. Un membre de la facultat la va convèncer de desenvolupar una carrera com a cantant i hi va començar els seus estudis inicialment com una mezzosoprano. Durant els seus últims dos anys i mig al conservatori va estudiar amb Roy Henderson, qui la va redirigir cap al repertori de soprano. Després de graduar-se, en 1947, va anar a Milà a ampliar estudis i més tard va estudiar en privat amb Fernando Carpi a Ginebra, en 1950. En 1951 va guanyar el Concurs Internacional de Cant de Ginebra.
En 1948 Vyvyan es va convertir en un membre de l'English Opera Group (EOG) de Benjamin Britten, fent el seu debut professional amb la companyia enle paper de Jenny Diver en l'estrena de la versió de Britten de The Beggars's Opera del poeta John Gay. Vyvyan va aparèixer en diversos papers més amb la companyia durant els següents dos anys, incloent-hi Nancy a Albert Herring i la Femella Cor en The Rape of Lucretia, ambdues amb música de Britten. En 1951 va interpretar el paper de la Matrona en l'estrena de The Sleeping Children de Brian Easdale amb l'EOG a Cheltenham.
En 1952 Vyvyan es va unir a la llista de sopranos principals del Sadler's Wells Opera, fent un debut triomfant amb la companyia com a Konstanze en Die Entführung aus dem Serail de Mozart. Més tard la mateixa temporada va fer el paper de Donna Anna al Don Giovanni de Mozart. El 8 de juny de 1953 va fer el seu debut al Royal Opera House de Londres, com a Lady Penèlope Rich en l'estrena mundial de Gloriana de Britten, una producció produïda per l'EOG. Va cantar en una altra producció de l'EOG, i a continuació va debutar al teatre La Fenice de Venècia, el 14 de setembre de 1954, interpretant el paper de La Institutriu en l'estrena de Britten de The Turn of the Screw.
Vyvyan va cantar en moltes més estrenes mundials durant la seva carrera, incloent-hi Tytania en A Midsummer Night's Dream de Britten (Festival d'Aldeburgh, 11 de juny de 1960), la Comtessa de Serindan en The Violins of Saint-Jacques de Malcolm Williamson (1966, Sadler's Wells Opera), diferents rols en Lucky-Peter's Journey de Williamson (1969, Sadler's Wells) i Mrs. Julian en Owen Wingrave de Britten (1971, televisió BBC 2). També va estrenar The Beatitudes d'Arthur Bliss en 1962 al festival d'obertura de la nova Catedral de Coventry, i va oferir la primera audició al Regne Unit de la Cantata Academica de Britten en 1961, així com l'estrena al Regne Unit de Les Mammelles de Tiresias de Poulenc (Aldeburgh 1958). L'ús de la grafia del nom de Tytania en A Midsummer Night's Dream, amb "y", en comptes de l'original Titaina de l'obra de Shakespeare, va ser un homenatge a Vyvyan per part de Britten.
En 1953 Vyvyan va interpretar Elettra en Idomeneo de Mozart al Festival de Glyndebourne. Va actuar en teatres d'òpera i concerts als escenaris de diverses ciutats europees, com ara Milà, Roma, Múnic, Viena, París i Amsterdam. En 1955 va emprendre una gran gira per la Unió Soviètica com a part d'una delegació d'artistes britànics, una gira organitzada per Sir Arthur Bliss. En 1969 es va presentar al Festival de Lucerna. Va ser una presència regular al Royal Opera House durant les dècades del 1950 i 1960.
En escenaris de concert, Vyvyan va actuar sovint com a cantant d'oratoris. La calidesa i la flexibilitat de la seva veu la va convertir en un destacat exponent de la música de Purcell, Haendel i altres compositors barrocs. Va col·laborar sovint amb la Royal Choral Society, sota la direcció de Malcolm Sargent, i va cantar innombrables vegades el Messies de Haendel a la gran Bretanya i a l'estranger, sent una de les interpretacions més importants amb l'Orquestra Filharmònica de Berlín.
Quant a concerts, Vyvyan va actuar arreu d'Europa i dels Estats Units d'Amèrica, amb directors com ara Carlo Maria Giulini, Leonard Bernstein, Rafael Kubelík, Pierre Monteux, Ernest Ansermet, Victor de Sabata, Josef Krips i Britten, excel·lint en les actuacions de música britànica. Va aparèixer sovint a la ràdio i a la televisió, incloent-hi algunes de les primeres difusions d'òperes completesen la televisió britànica. Va destacar en obres de Haendel i va tenir un paper important en la recuperació de les seves òperes i oratoris – amb les actuacions pioneres d'Athalia, Samson, Amadigi, Rinaldo, Saul, i la primera posada en escena coneguda en temps moderns de Radamisto (Sadlers Wells, 1960). També va ser coneguda per les seves interpretacions de la part de soprano de la Simfonia núm. 9 de Beethoven, War Requiem de Britten i dels oratoris de Bach Passió segons Sant Joan i Passió segons Sant Mateu.
En març de 1962 va cantar al Palau de la Música Catalana la Missa Solemnis de Beethoven, amb els cantants Josephine Veasey, Richard Holm i Ivan Sardi, amb l'Orfeó Català sota la direcció de Lluís Maria Millet.
En 1973 va cantar en la primera audició a Anglaterra del Te Deum de Georges Bizet amb la Royal Philharmonic Orchestra dirigida per John Sanders, sent la seva darrera aparició al Three Choirs Festival (23 d'agost).
Vyvyan no es va retirar mai, va morir per complicacions d'una llarga malaltia bronquial el 5 d'abril de 1974, a l'edat de 49 anys.

## Enregistraments
L'associació de Jennifer Vyvyan amb Benjamin Britten va donar potser un dels períodes més fecunds en la carrera de la soprano. Britten va escriure papers femenins de quatre grans obres seves específicament per a la veu de Vyvyan: Lady Penelope Rich (Gloriana) La Institutriu (The Turn of The Screw) Tytania (A Midsummer Night's Dream) i Mrs. Julian (Owen Wingrave). Es pot escoltar la veu de Vyvyan en els enregistraments de les obres de Britten The Turn of the Screw, The Little Sweep, Owen Wingrave, Cantata Academica i Spring Symphony. La seva estranya i elegant Tytania es pot sentir en un enregistrament original de l'òpera A Midsummer Night's Dream del segell Testament, la seva Lady Rich es pot trobar en Music Preserved i la seva deliciosament neuròtica Mrs. Julian pot ser escoltada en Decca. Vyvyan apareix també les produccions de Britten deThe Fairy-Queen de Purcell i The Beggar's Opera de Gay.
Els sus enregistrament d'obres de Haendel inclouen Sèmele, Saul i dues gravacions diferents del Messies, una amb el director d'orquestra Sir Adrian Boult i l'altre sota la batuta de Sir Thomas Beecham. També va col·laborar amb Beecham i la Reial Societat Coral en la gravació de la Missa en Do de Beethoven amb les cantants Mònica Sinclair i Marian Nowakowski. Altres enregistraments, els de recitals, inclouen Songs of England amb Ernest Lush al piano, àries de Mozart amb la direcció de Peter Maag, cantates d'Alessandro Scarlatti amb Elsie Morison, i àries de concert d'Haydn i Mozart sota la batuta d'Harry Newstone. En vídeo es pot trobar un DVD de la producció original de televisió d'Owen Wingrave.